# Вулиця Жуковського (Мелітополь)
Вулиця Жуковського — вулиця в Мелітополі. Йде від вулиці Олександра Тишлера до вулиці Чкалова.

## Назва
Вулиця названа на честь російського поета-романтика Василя Андрійовича Жуковського (1783-1852).

## Історія
Рішення про найменування щойно прорізаної вулиці було прийнято 23 травня 1958 року.
27 березня 1959 року було прийнято рішення про створення ще двох вулиць, 2-ї вулиці Жуковського і 3-ї вулиці Жуковського, на схід від вулиці Жуковського, але 27 березня 1959 року рішення про прорізання цих вулиць було скасовано.